# Тактическая ракета

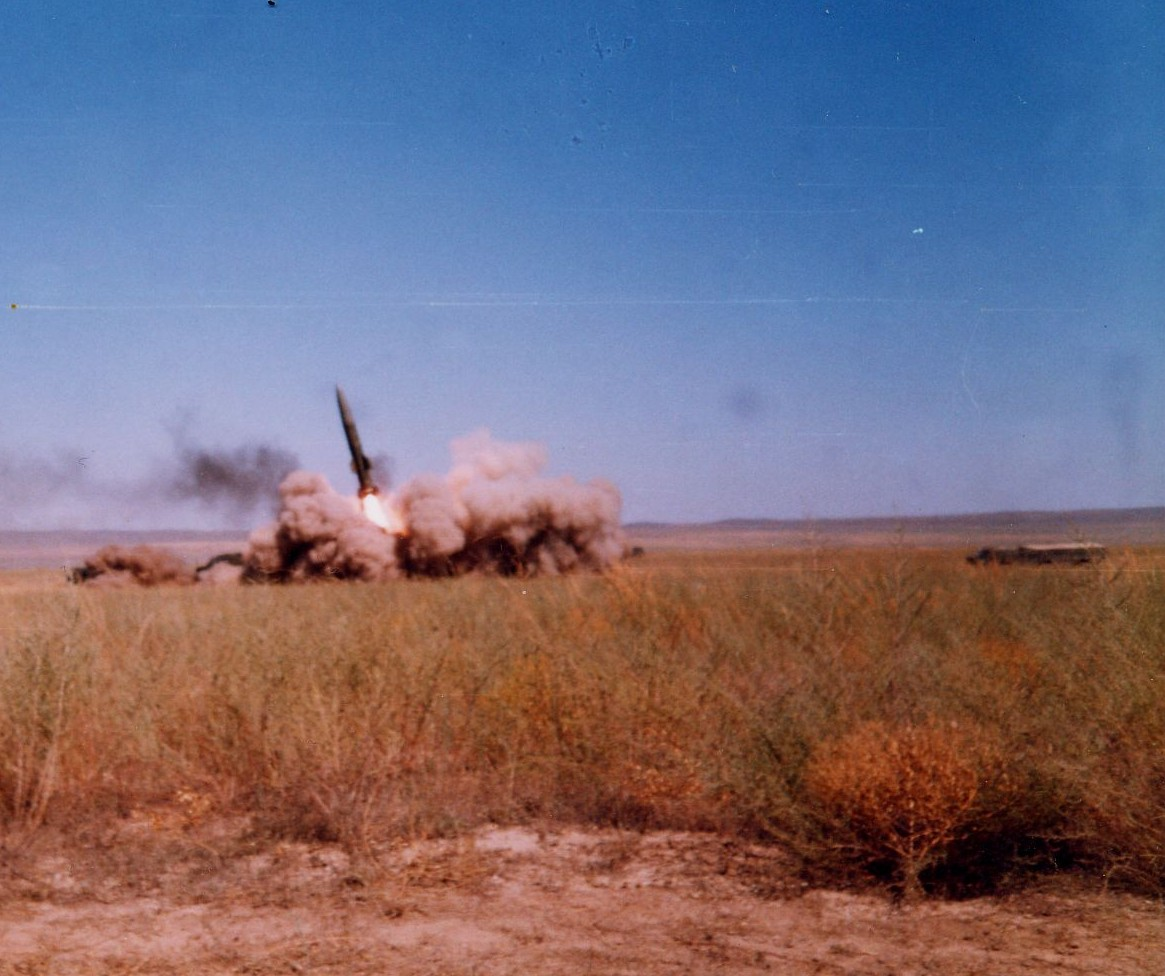
Пуск ракеты комплекса «Точка-У» на учениях армии Казахстана (Полигон Сары-Озек).

Такти́ческая раке́та (фронтовая баллистическая ракета) — разновидность ракетного оружия, предназначена для поражения целей непосредственно в области военных действий.
Тактические ракеты, как правило, обладают относительно малой дальностью (в США от 1 до 300 км, в СССР до середины 1980-х годов оперативно-тактическими считались ракеты дальностью от 1 до 500 км) и предназначены для уничтожения укреплённых позиций врага, средоточий войск, военной техники и тому подобных целей.
Тактические ракеты, в зависимости от типа и вида, могут быть оснащены всевозможными видами боевых частей:
- противотанковыми;
- фугасными;
- зажигательными;
- объёмного взрыва;
- ядерными;
- химическими;
- биологическими (бактериологическими).

Тактические ракеты по значимости некоторыми экспертами приводятся в одном ряду со стратегическими ядерными силами.